# Pseudocoris yamashiroi
Pseudocoris yamashiroi es una especie de peces de la familia Labridae en el orden de los Perciformes.

## Morfología
Los machos pueden llegar alcanzar los 16 cm de longitud total.

## Distribución geográfica
Se encuentra desde Micronesia hasta Samoa. También en las Maldivas, Mauricio, África Oriental y la Isla de Navidad.